# Stanisław Chodecki (zm. 1529)
Stanisław Chodecki z Chodcza herbu Ogończyk (ur. przed 1474, zm. 20 kwietnia 1529) – hetman polny koronny w latach 1492–1499 i 1501–1505, marszałek wielki koronny w latach 1505–1529, kasztelan lwowski w latach 1495–1505, starosta kamieniecki w latach 1495–1510, starosta generalny ruski w latach 1501–1529, starosta trembowelski w latach 1502–1506, starosta lubaczowski w latach 1503–1529, starosta halicki w latach 1488–1502.
Został dowódcą wojsk ziemskich na Rusi w 1492 i na Podolu w 1494. Był dowódcą obrony potocznej w latach 1492–1499, 1501–1505. Był świadkiem wydania przywileju piotrkowskiego w 1496 roku.
Brał udział w wyprawie mołdawskiej króla Jana Olbrachta. W 1498 bronił linii Sanu przed Tatarami. 13 kwietnia 1501 mianowany został starostą lwowskim i starostą generalnym Rusi.
6 maja 1499 roku podpisał w Krakowie akt odnawiający unię polsko-litewską. Podpisał konstytucję Nihil novi na sejmie w Radomiu w 1505 roku.
W 1506 został marszałkiem wielkim koronnym, organizując obrady sejmu elekcyjnego. Podpisał dyplom elekcji Zygmunta I Starego na króla Polski i wielkiego księcia litewskiego na sejmie w Piotrkowie 8 grudnia 1506 roku. W 1509 bronił Kamieńca Podolskiego i Halicza przed wojskami mołdawskimi. W 1510 roku brał udział w rokowaniach w Kamieńcu Podolskim, zakończonych podpisaniem traktatu pokojowego z przedstawicielami hospodara mołdawskiego Bogdana III. W 1512 odniósł świetne zwycięstwo nad Tatarami w bitwie pod Wiśniowcem. Od czasu zjazdu wiedeńskiego 1515 stał się stronnikiem Habsburgów. W 1518 kierował uroczystą koronacją królowej Bony. W tym roku poniósł druzgocącą klęskę w bitwie pod Sokalem. W czasie wojny pruskiej w 1520 przyprowadził do Wielkopolski posiłki ruskie. Był sygnatariuszem aktu traktatu krakowskiego w 1525 roku.

## Literatura dodatkowa
- Władysław Pociecha: Chodecki Stanisław. W: Polski Słownik Biograficzny. T. 3: Brożek Jan – Chwalczewski Franciszek. Kraków: Polska Akademia Umiejętności – Skład Główny w Księgarniach Gebethnera i Wolffa, 1937, s. 352–354. Reprint: Zakład Narodowy im. Ossolińskich, Kraków 1989, ISBN 83-04-03291-0.